# Station Świdwin
Station Świdwin is een spoorwegstation in de Poolse plaats Świdwin.